# Arquidiócesis de Ndola
La arquidiócesis de Ndola (en latín: Archidioecesis Ndolaënsis y en inglés: Roman Catholic Archidiocese of Ndola) es una circunscripción eclesiástica de la Iglesia católica en Zambia. Se trata de una arquidiócesis latina, sede metropolitana de la provincia eclesiástica de Ndola. Desde el 18 de junio de 2024 su arzobispo es Benjamin S. Phiri.

## Territorio y organización
La arquidiócesis tiene 32 000 km² y extiende su jurisdicción sobre los fieles católicos de rito latino residentes en la provincia de Copperbelt.
La sede de la arquidiócesis se encuentra en la ciudad de Ndola, en donde se halla la Catedral de Cristo Rey.
La arquidiócesis tiene como sufragáneas a las diócesis de: Kabwe y Solwezi.
En 2024 en la arquidiócesis existían 84 parroquias agrupadas en 10 vicariatos.

## Historia
La prefectura apostólica de Ndola fue erigida el 8 de enero de 1938 con la bula Quo evangelica del papa Pío XI, obteniendo el territorio de la prefectura apostólica de Broken Hill (hoy arquidiócesis de Lusaka).
El 13 de enero de 1949 la prefectura apostólica fue elevada a vicariato apostólico con la bula Si in aliqua del papa Pío XII.
El 9 de abril de 1959 cedió una parte de su territorio para la erección de la prefectura apostólica de Solwezi (hoy diócesis de Solwezi) mediante la bula Quandoquidem haec del papa Juan XXIII.
El 25 de abril de 1959 el vicariato apostólico fue elevado a diócesis con la bula Cum christiana fides del papa Juan XXIII.
El 18 de junio de 2024 el papa Francisco la elevó al rango de arquidiócesis metropolitana.

## Estadísticas
Según la actualización del Anuario Pontificio 2024, la diócesis tenía a mediados de 2024 un total de 1 920 580 fieles bautizados.
| Año                                                                             | Población            | Población | Población      | Sacerdotes | Sacerdotes    | Sacerdotes    | Bautizados por sacerdote | Diáconos permanentes | Religiosos | Religiosos | Parroquias |
| Año                                                                             | Bautizados católicos | Total     | % de católicos | Total      | Clero secular | Clero regular | Bautizados por sacerdote | Diáconos permanentes | Varones    | Mujeres    | Parroquias |
| ------------------------------------------------------------------------------- | -------------------- | --------- | -------------- | ---------- | ------------- | ------------- | ------------------------ | -------------------- | ---------- | ---------- | ---------- |
| 1950                                                                            | 29 143               | 261 000   | 11.2           | 25         |               | 25            | 1165                     |                      | 32         | 38         | 15         |
| 1970                                                                            | 138 375              | 815 000   | 17.0           | 48         |               | 48            | 2882                     |                      | 58         | 107        |            |
| 1980                                                                            | 723 000              | 2 065 000 | 35.0           | 71         | 5             | 66            | 10 183                   |                      | 83         | 105        | 71         |
| 1990                                                                            | 937 000              | 2 786 000 | 33.6           | 119        | 29            | 90            | 7873                     |                      | 115        | 135        | 85         |
| 1999                                                                            | 800 000              | 2 000     | 40.0           | 98         | 31            | 67            | 8163                     |                      | 95         | 189        | 69         |
| 2000                                                                            | 750 000              | 2 000     | 37.5           | 101        | 31            | 70            | 7425                     |                      | 101        | 194        | 69         |
| 2001                                                                            | 750 000              | 2 000     | 37.5           | 103        | 31            | 72            | 7281                     |                      | 107        | 195        | 69         |
| 2002                                                                            | 750 000              | 2 000     | 37.5           | 102        | 30            | 72            | 7352                     |                      | 127        | 195        | 69         |
| 2003                                                                            | 750 000              | 2 000     | 37.5           | 98         | 26            | 72            | 7653                     |                      | 107        | 195        | 69         |
| 2004                                                                            | 850 000              | 2 000     | 42.5           | 98         | 30            | 68            | 8673                     |                      | 121        | 201        | 69         |
| 2007                                                                            | 865 000              | 2 072 000 | 41.7           | 153        | 43            | 110           | 5653                     | 4                    | 161        | 230        | 67         |
| 2013                                                                            | 1 468 000            | 2 483 000 | 59.1           | 155        | 69            | 86            | 9470                     |                      | 110        | 227        | 80         |
| 2016                                                                            | 1 575 000            | 2 644 000 | 59.6           | 155        | 82            | 73            | 10 161                   |                      | 104        | 252        | 82         |
| 2019                                                                            | 1 719 400            | 2 885 855 | 59.6           | 139        | 83            | 56            | 12 369                   |                      | 93         | 332        | 81         |
| 2021                                                                            | 1 817 380            | 3 050 200 | 59.6           | 175        | 100           | 75            | 10 385                   |                      | 112        | 343        | 84         |
| 2024                                                                            | 1 920 580            | 3 223 400 | 59.6           | 187        | 106           | 81            | 10 270                   |                      | 112        | 340        | 84         |
| Fuente: Catholic-Hierarchy, que a su vez toma los datos del Anuario Pontificio. |                      |           |                |            |               |               |                          |                      |            |            |            |

## Episcopologio
- Francesco Costantino Mazzieri, O.F.M.Conv. † (4 de febrero de 1938-26 de noviembre de 1965 renunció[nota 1])
- Nicola Agnozzi, O.F.M.Conv. † (1 de febrero de 1966-10 de julio de 1975 renunció)
- Dennis Harold De Jong † (10 de julio de 1975-17 de septiembre de 2003 falleció)
- Noel Charles O'Regan, S.M.A. (1 de octubre de 2004-16 de enero de 2010 renunció)
- Alick Banda (16 de enero de 2010 por sucesión-30 de enero de 2018 nombrado arzobispo de Lusaka)[nota 2]
  - Sede vacante (2018-2020)
- Benjamin S. Phiri, desde el 3 de julio de 2020